# James Mason

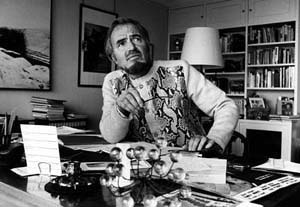
James Mason (1971)

James Neville  Mason (* 15. Mai 1909 in Huddersfield, Yorkshire, England; † 27. Juli 1984 in Lausanne, Schweiz) war ein englischer Film- und Theaterschauspieler. Mitte der 1940er-Jahre entwickelte er sich zu einem der größten Stars der britischen Filmindustrie und schaffte anschließend erfolgreich den Sprung nach Hollywood. Oftmals spielte er elegante Charaktere mit Schattenseiten. Zu seinen wichtigsten Filmen zählen Ausgestoßen (1947), 20.000 Meilen unter dem Meer (1954), Ein neuer Stern am Himmel (1954), Der unsichtbare Dritte (1959) und Lolita (1962).

## Leben und Werk
James Mason studierte Architektur in Cambridge. Nach dem Abschluss 1931 ging er zunächst zur Bühne und arbeitete ab 1935 auch beim Film. Lange Jahre war er hauptsächlich in quota quickies, billig hergestellten Filmen, finanziert aus Geldern der öffentlichen Filmförderung, zu sehen. Mit The Man in Grey wurde er ab 1943 zum kassenstärksten männlichen Kinostar Großbritanniens. In diesem Film spielte er einen undurchsichtigen Adligen zur Zeit Königin Victorias. Die ihm sexuell hörige Protagonistin, gespielt von Margaret Lockwood, nutzt er auf sadistische Weise aus, stürzt sie in moralische Abgründe und peitscht sie am Ende mit einer Reitgerte zu Tode. Die andere Heldin, gespielt von Phyllis Calvert, quält er ebenfalls bestialisch.
Der überwältigende Erfolg des Films begründete das neue Genre des Gainsborough Gothic. In diesen Kostümfilmen, die hauptsächlich vom Filmstudio Gainsborough Pictures produziert wurden, war die Heldin meist unwissentlich Trägerin eines Geheimnisses und wurde im Verlauf der Handlung durch einen verkommenen Adligen – zumeist gespielt von James Mason – großen Qualen ausgesetzt. Erst kurz vor dem Ende errettete sie ein jugendlicher Held, in der Regel Stewart Granger, von ihrem Schicksal. Eine andere Variation zeigte die Heldin in der Doppelrolle einer guten und einer abgrundtief bösen Zwillingsschwester. Durch Filme wie Fanny im Gaslicht von 1944 an der Seite von Phyllis Calvert und Der letzte Schleier, in dem Ann Todd eine gefeierte Pianistin werden will, etablierte sich Mason durch Rollen als geheimnisvoller Mann, der auf Frauen gefährlich und anziehend zugleich wirkte. Der Erfolg von Ausgestoßen ebnete Mason 1947 den Weg nach Hollywood durch einen Vertrag bei Walter Wanger.
In Hollywood stand Mason zwar im Gegensatz zu seiner Stellung in der britischen Filmindustrie nie an der absoluten Spitze der Kassenmagneten, erhielt aber dennoch Hauptrollen in vielen prestigeträchtigen Filmen. Auch hier spielte der mit einer angenehmen Stimme ausgestattete Schauspieler oft charmante Charaktere, die sich aber nicht selten als zwielichtig, kompliziert oder schurkenhaft erwiesen. Mason war Ende der 1940er-Jahre auch als Hauptdarsteller in der Verfilmung des Romans The Duchess of Langeais von Honoré de Balzac vorgesehen, mit dem Greta Garbo ihr Comeback auf der Leinwand geben sollte. Das Projekt scheiterte jedoch an der Finanzierung, und es existieren lediglich einige Probeaufnahmen von Greta Garbo und Standphotos von Mason in seinen Filmkostümen.

Grab James Masons auf dem Friedhof von Corsier-sur-Vevey am Genfer See

Großen Erfolg hatte Mason 1951 in Pandora und der Fliegende Holländer, der mittlerweile als Kultfilm gilt, und im selben Jahr als Generalfeldmarschall Erwin Rommel in Rommel, der Wüstenfuchs von 1951, eine Rolle, die er 1953 ein weiteres Mal in Die Wüstenratten verkörperte. Weitere bekannte Hauptrollen spielte er in den Jules-Verne-Verfilmungen 20.000 Meilen unter dem Meer als Kapitän Nemo und als Professor Oliver Lindenbrook in Reise zum Mittelpunkt der Erde von 1959. Ansonsten war er nach 1950 hauptsächlich in Nebenrollen zu sehen, so an der Seite von Stewart Granger und Deborah Kerr in Im Schatten der Krone aus dem Jahr 1952 sowie 1959 in Alfred Hitchcocks Der unsichtbare Dritte als Gegenspieler von Cary Grant. Weitere Arbeiten waren 1954 seine Darstellung eines alkoholkranken Filmstars in Ein neuer Stern am Himmel an der Seite von Judy Garland, für die Mason eine Oscar-Nominierung in der Kategorie Bester Hauptdarsteller erhielt, sowie Stanley Kubricks Lolita, die Verfilmung des gleichnamigen Romans von Vladimir Nabokov 1962, in der er in der Hauptrolle des pädophilen Literaturwissenschaftlers Humbert Humbert zu sehen war.
Im Verlaufe der 1960er-Jahre verlegte sich Mason altersbedingt zusehends auf Charakterrollen und war nun häufiger Nebendarsteller. 1966 verkörperte er den väterlichen Freund von Lynn Redgrave in Georgy Girl, was ihm eine Oscar-Nominierung einbrachte. Beginnend mit Anruf für einen Toten (1967) drehte er eine Reihe von Filmen unter Regie von Sidney Lumet. 1981 gehörte Mason zur Starbesetzung der Agatha-Christie-Verfilmung Das Böse unter der Sonne mit Peter Ustinov als Hercule Poirot. Im gleichen Jahr erschien auch seine Autobiografie Before I Forget. Mason arbeitete praktisch bis zu seinem Tod als Schauspieler: Der Film Die letzte Jagd sowie die Fernsehproduktion Dr. Fischer aus Genf nach dem gleichnamigen Roman von Graham Greene, in denen er vor seinem Tod noch mitwirkte, wurden 1985 postum herausgebracht.

## Privates
Ab 1941 war Mason mit seiner Schauspielkollegin Pamela Mason (1916–1996) verheiratet, mit der der Katzenliebhaber zusammen 1949 ein Buch namens The Cats in Our Lives herausbrachte. Aus der Ehe kommen die Tochter Portland Mason (1948–2004), später eine Autorin, und der Sohn Morgan Mason (* 1955), der in den 1980er-Jahren für die Regierung von Ronald Reagan und später als Filmproduzent arbeitete. Morgan Mason ist heute mit der Sängerin Belinda Carlisle verheiratet.
Nachdem es beiderseitig zu außerehelichen Affären gekommen war, handelte Pamelas Anwalt bei der Scheidung im Jahr 1962 die damals außergewöhnliche Abfindung in Höhe von einer Million US-Dollar aus. 1971 heiratete Mason die australische Schauspielerin Clarissa Kaye, mit der er bis zu seinem Tod zusammenblieb und hauptsächlich in der Schweiz lebte. Nach der Eheschließung erhielt Kaye kleinere Rollen in einigen Filmen mit Mason.
James Mason starb am 27. Juli 1984 in Lausanne an einem Herzinfarkt. Wegen eines Erbschaftstreites konnte seine Urne allerdings erst sechzehn Jahre später beigesetzt werden; das Grab befindet sich auf dem Friedhof von Corsier-sur-Vevey.

## Filmografie (Auswahl)
- 1936: Feuer über England (Fire Over England)
- 1937: The Return of the Scarlet Pimpernel
- 1941: Der Hutmacher und sein Schloß (Hatter’s Castle)
- 1942: The Night Has Eyes
- 1943: Der Herr in Grau (The Man in Grey)
- 1944: Gaslicht und Schatten (Fanny by Gaslight)
- 1945: Drei Ehen (They Were Sisters)
- 1945: Der letzte Schleier (The Seventh Veil)
- 1945: Die Frau ohne Herz (The Wicked Lady)
- 1946: Ausgestoßen (Odd Man Out)
- 1949: Gefangen (Caught)
- 1949: Madame Bovary und ihre Liebhaber (Madame Bovary)
- 1949: Schweigegeld für Liebesbriefe (The Reckless Moment)
- 1949: Verlorenes Spiel (East Side, West Side)
- 1951: Pandora und der Fliegende Holländer (Pandora and the Flying Dutchman)
- 1951: Rommel, der Wüstenfuchs (The Desert Fox: The Story of Rommel)
- 1952: Der Fall Cicero (5 Fingers)
- 1952; Lady Possessed
- 1952: Im Schatten der Krone (The Prisoner of Zenda)
- 1953: War es die große Liebe? (The Story of Three Loves)
- 1953: Das Schiff der Verurteilten (Botany Bay)
- 1953: Julius Caesar
- 1953: Die Wüstenratten (The Desert Rats)
- 1953: Gefährlicher Urlaub (The Man Between)
- 1954: Ein neuer Stern am Himmel (A Star is Born)
- 1954: 20.000 Meilen unter dem Meer (20.000 Leagues Under the Sea)
- 1954: Prinz Eisenherz (Prince Valiant)
- 1955: Mein Engel und ich (Forever, Darling)
- 1956: Eine Handvoll Hoffnung (Bigger Than Life)
- 1957: Heiße Erde (Island in the Sun)
- 1958: In brutalen Händen (Cry Terror)
- 1959: Die Reise zum Mittelpunkt der Erde (Journey to the Center of the Earth)
- 1959: Der unsichtbare Dritte (North by Northwest)
- 1960: Der Mann mit der grünen Nelke (The Trials of Oscar Wilde)
- 1960: Ehekarussell (The Marriage-Go-Round)
- 1962: Lolita
- 1963: Treffpunkt Tanger (Finché dura la tempesta)
- 1963: Der Untergang des Römischen Reiches (The Fall of the Roman Empire)
- 1964: Dschingis Khan (Genghis Khan)
- 1964: Schlafzimmerstreit (The Pumpkin Eater)
- 1965: Die Versuchung heißt Jenny (Los pianos mecánicos)
- 1965: Lord Jim
- 1965: Der blaue Max (The Blue Max)
- 1966: Georgy Girl
- 1966: Anruf für einen Toten (The Deadly Affair)
- 1967: Der Fremde im Haus (Stranger in the House)
- 1968: Die Möwe (The Seagull)
- 1968: Mayerling
- 1969: Das Mädchen vom Korallenriff (Age of Consent)
- 1970: Kalter Schweiß (De la part des copains)
- 1971: Matalo (… y seguian robandose el millon de dolares)
- 1972: Kill!
- 1973: Der Mackintosh Mann (The MacKintosh Man)
- 1973: Sheila (The Last of Sheila)
- 1974: Die großen Erwartungen (Great Expectations)
- 1974: Fluchtpunkt Marseille (The Marseille Contract)
- 1975: Auge um Auge (La città sconvolta: caccia spietata ai rapitori)
- 1975: Inside Out – Ein genialer Bluff (Inside Out)
- 1975: Die linke Hand des Gesetzes (La polizia interviene: ordine di uccidere!)
- 1975: Mandingo
- 1975: Werkzeug der Mächtigen (Gente di rispetto)
- 1976: An den Quellen der Mafia (Alle origini della mafia) (Fernseh-Mehrteiler)
- 1976: Stadt in Panik (Paura in città)
- 1977: Steiner – Das Eiserne Kreuz (Cross of Iron)
- 1977: Jesus von Nazareth (Jesus of Nazareth)
- 1978: The Boys from Brazil (The Boys from Brazil)
- 1978: Der Himmel soll warten (Heaven Can Wait)
- 1978: Der kleine Schornsteinfeger auf dem Meeresgrund (Water Babies)
- 1979: Blutspur (Bloodline)
- 1979: Pass des Todes (The Passage)
- 1979: Brennen muss Salem (Salem’s Lot) (Fernsehfilm)
- 1979: Sprengkommando Atlantik (North Sea Hijack)
- 1979: Mord an der Themse (Murder by Decree)
- 1982: Das Böse unter der Sonne (Evil under the Sun)
- 1982: The Verdict – Die Wahrheit und nichts als die Wahrheit (The Verdict)
- 1982: Ivanhoe (Fernsehfilm)
- 1983: Dotterbart (Yellowbeard)
- 1984: A.D. – Anno Domini (A.D.) (Miniserie)
- 1985: Die Verschwörung von Assisi (The Assisi Underground)
- 1985: Die letzte Jagd (The Shooting Party)
- 1985: Dr. Fischer aus Genf (Dr. Fischer of Geneva) (Fernsehfilm)

## Auszeichnungen
Oscar
- Oscarverleihung 1955 – Nominierung Oscar/Bester Hauptdarsteller – Ein neuer Stern am Himmel
- Oscarverleihung 1967 – Nominierung Oscar/Bester Nebendarsteller –  Georgy Girl
- Oscarverleihung 1983 – Nominierung Bester Nebendarsteller – The Verdict – Die Wahrheit und nichts als die Wahrheit

National Board of Review Award
- 1953 – Auszeichnung – Bester Hauptdarsteller – Face to Face, Die Wüstenratten, Julius Caesar und The Man Between

British Film Academy Award
- 1963 – Nominierung British Academy Film Award/Bester Hauptdarsteller – Lolita
- 1968 – Nominierung Bester britischer Darsteller – The Deadly Affair

Golden Globe Award
- Golden Globe Awards 1955 – Gewonnen – Bester Hauptdarsteller – Komödie oder Musical – Ein neuer Stern am Himmel
- Golden Globe Awards 1963 – Nominierung – Bester Hauptdarsteller – Drama – Lolita
- Golden Globe Awards 1983 – Nominierung – Bester Nebendarsteller – The Verdict – Die Wahrheit und nichts als die Wahrheit

London Critics Circle Film Award
- 1985 – Gewonnen  „Darsteller des Jahres“ – Die letzte Jagd

James Mason ist für seine Fernsehkarriere mit einem Stern auf dem Hollywood Walk of Fame (Standort: 6841 Hollywood Boulevard) ausgezeichnet.